# Lima (strumento)

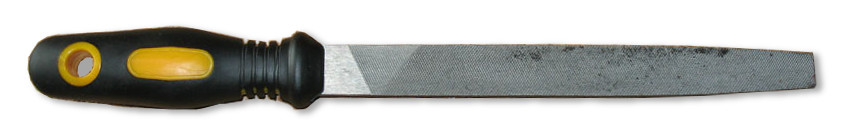
La classica lima piana

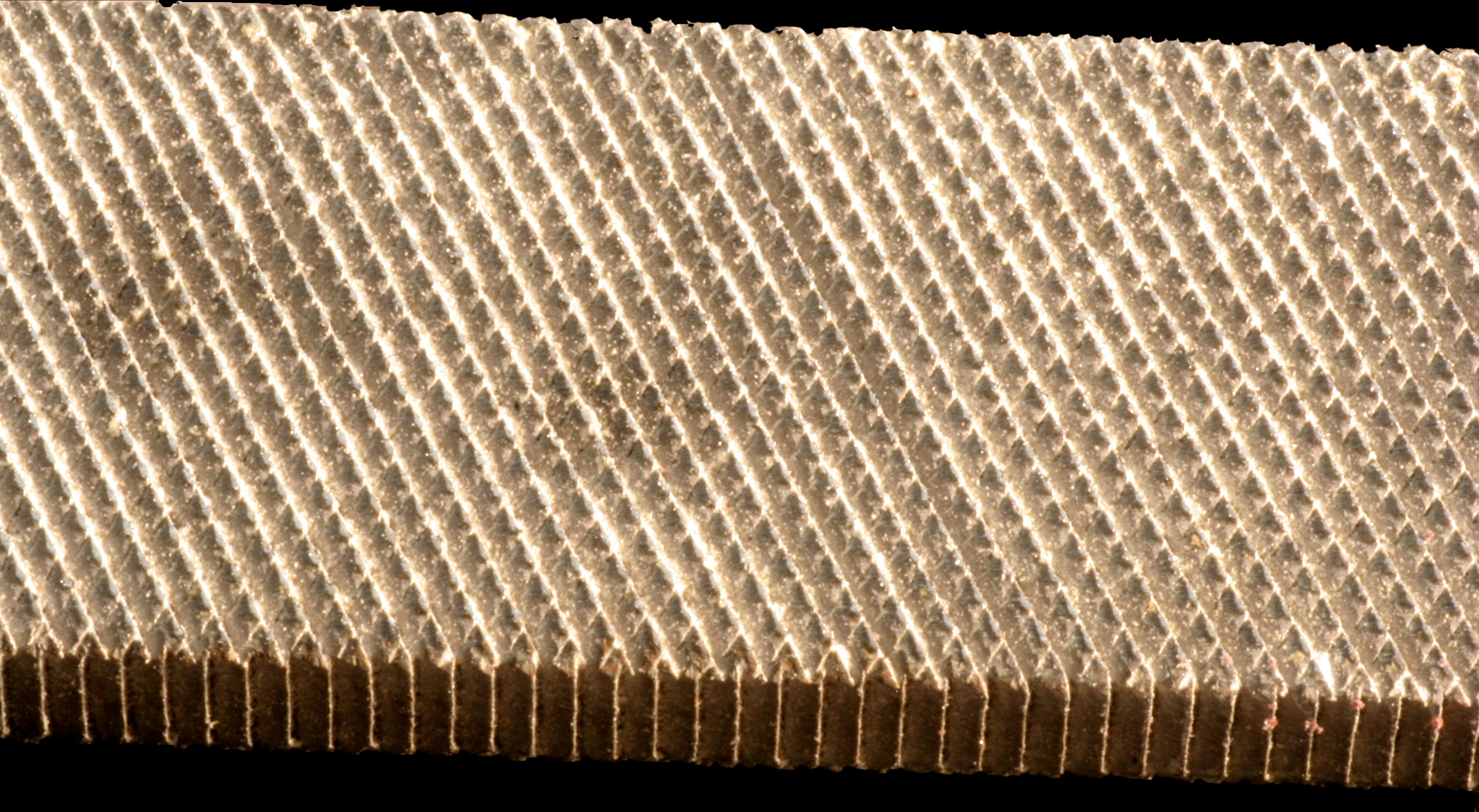
Dettaglio dei denti di una lima.

La lima è un attrezzo manuale che viene utilizzato in aggiustaggio, in falegnameria e in carpenteria per levigare e smussare oggetti in legno o in metallo, come il ferro, l'alluminio o l'ottone. Vi anche sono lime particolari per la lavorazione della pietra.
Consiste in una rigida asta di acciaio legato, sulla quale è ricavata la dentatura tramite due serie di intagli. Ad un'estremità è presente un codolo dove viene innestata l'impugnatura, solitamente in legno o plastica.

## Classificazione

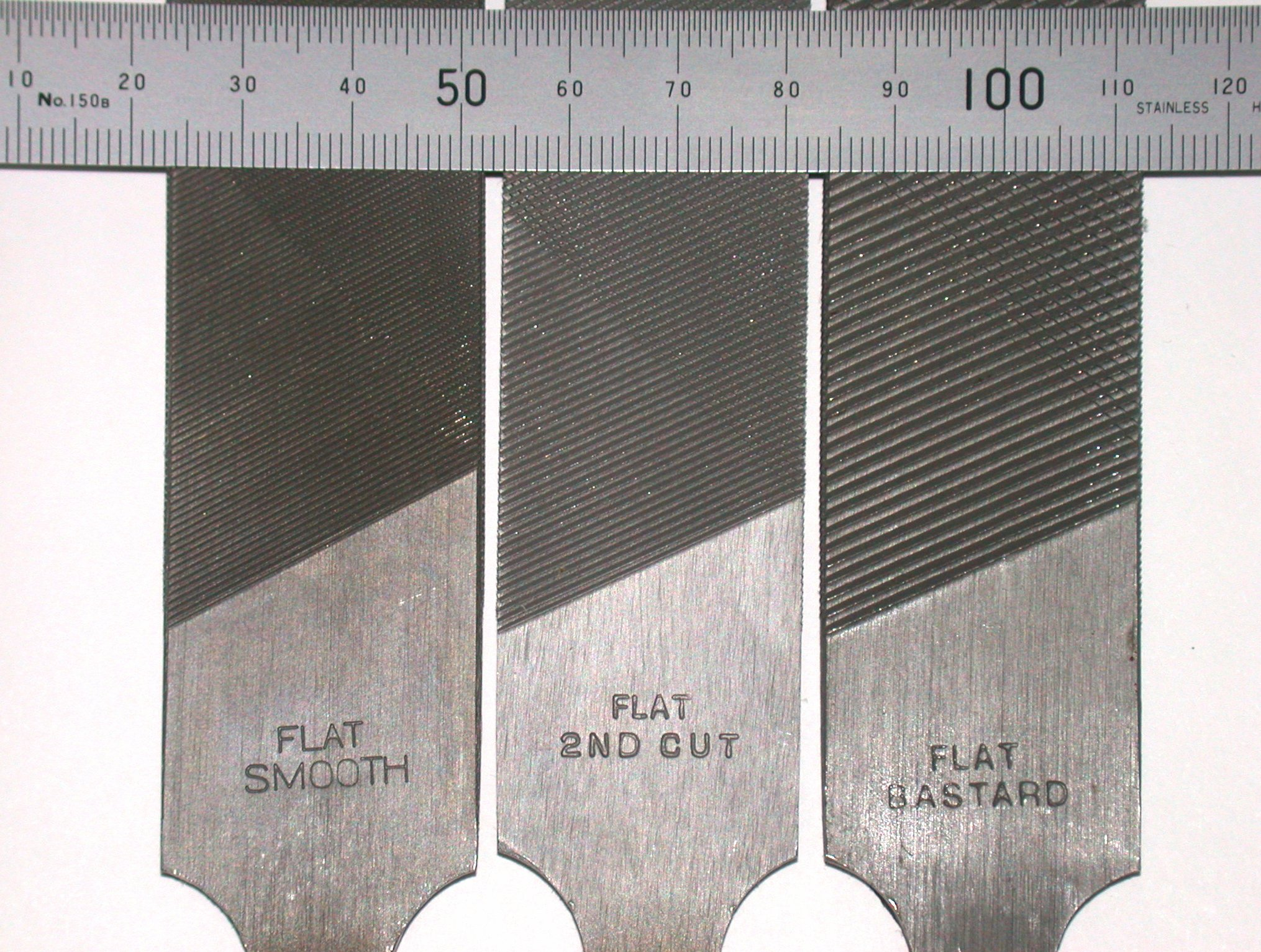
Lime con diversi tagli

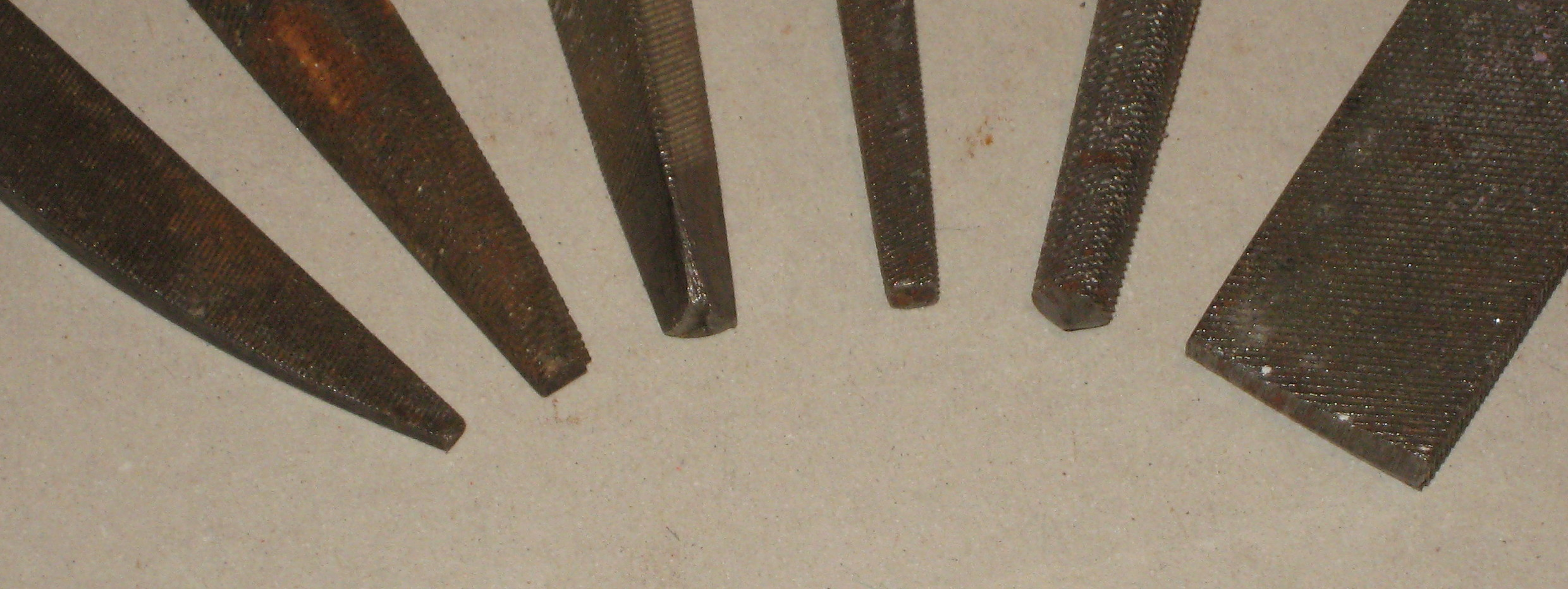
Lime di diversa sezione: a coltello, mezza tonda, triangolo, quadra, rotonda, rettangolare

Esistono diversi tipi di lime, classificabili in base alla dentatura ed alla forma della sezione.
Si possono infatti classificare in base alla grossezza della dentatura (taglio), che viene identificato da una cifra numerica da 0 a 8 oppure dalle diciture grossa, bastarda, mezza dolce, dolce, dolcissima, in:
- lime per sgrossare: servono per portare a misura il pezzo da lavorare (lasciando comunque il sovrametallo necessario alla fase di finitura). Sono dette anche lime da mazzo, dalla loro denominazione commerciale[1]. Nella lavorazione del legno questa funzione viene assolta dalla raspa.
- lime per finire: servono a dare alla superficie l'aspetto liscio finale.

in base alla forma della sezione:
- rettangolare: è la classica lima piana, con dentatura a taglio incrociato sulle facce larghe, una dentatura ad un taglio su una faccia stretta e senza dentatura sull'altra faccia stretta
- triangolare: normalmente è la tipica lima da finitura
- tonda o semitonda: per l'esecuzione di superfici concave di piccolo raggio
- quadrata: per fori quadri e scanalature
- coltello, losanga, ago ed altre forme per usi particolari.

ed in base alla lunghezza espressa in pollici (inch) da 4" a 12 " pollici

## Utilizzo
La lima, anche se la tecnica di lavorazione è soggettiva, principalmente si usa afferrando con una mano l'impugnatura e appoggiando il palmo della mano, o le dita se la lima è stretta, sull'altra estremità. La pressione che si esercita sulla lima non deve essere elevata, e comunque crescente sino a metà corsa della corsa di lavoro, decrescente poi, e nulla nella corsa di ritorno.
Il modo base di limare è quello di serrare bene il pezzo nella morsa, e di limare con direzione di circa 45° rispetto all'asse della morsa. La seconda passata va fatta in direzione ortogonale alla prima, e così via. Ciò permette di appoggiare la lima su una superficie più ampia, e di ridurre la possibilità di oscillazioni della stessa, che comprometterebbero la planarità risultante.
Con la lima si fa anche la cosiddetta limatura, cioè una tra le più importanti tra le lavorazioni manuali eseguibili al banco. Essa consiste nell'asportare materiale, sotto forma di piccoli trucioli, mediante l'uso di un utensile, appunto la lima.

## Pulizia
Il materiale asportato dalla lima prende il nome di limatura. Lavorando materiali quali il ferro la limatura si stacca prevalentemente da sé dall'utensile, mentre con altri materiali più teneri, quale ad esempio l'alluminio, il materiale asportato tende a fermarsi tra i taglienti, impastando la lima, che va perciò frequentemente pulita con una spazzola d'acciaio per mantenerne l'efficienza di taglio. La spazzolatura va eseguita nella direzione dei solchi per non rovinare la grana e le prestazioni. Se possibile, sarebbe preferibile usare uno scopino di paglia dalle setole grosse in modo da non danneggiare l'utensile.